# Utolsó tatárjárás
Az utolsó tatárjárás az Erdélybe és Máramarosba betört krími és dobrudzsai tatárok dúlása volt 1717-ben, amelyet hűbéruruk, a török szultán utasítására hajtottak végre. Az akció célja a törökök ellen hadakozó Habsburg csapatok figyelmének elterelése, erőik megosztása. Az osztrák főerőknek sikerült az oszmán főerőkre már a háború első szakaszában megsemmisítő vereséget mérni, ezzel további belső török területek kerültek veszélybe. A tatár akciót viszont az erdélyi megyék katonasága, néhány kisebb császári alakulat és a lakosság sikerrel elhárította.
A már említett, 1716 során kirobbant újabb Habsburg–török háborút III. Károly (VI. Károly néven német császár) indított az Oszmán Birodalom ellen, Velence segítségével: célja a törökök teljes kiűzése volt, azaz a karlócai béke által a töröknek meghagyott Temesköz és Nándorfehérvár visszaszerzése.
Az oszmán hadak több súlyos vereséget szenvedtek (egyebek mellett a péterváradi csatában) az császári és magyar királyi hadaktól, elesett Temesvár, s 1717 augusztusában Nándorfehérvárt (ma: Belgrádot) is ostrommal bevették. III. Ahmed szultán parancsára a török hűbéres krími tatárok a dunai hordákkal (valamint kuruc és moldvai lovasokkal) a besztercei hegyszorosokon keresztül betörtek Erdély területére augusztus végén. A szultán abban bízott, hogy ezzel ellensúlyozhatja vereségeit, és ellenséges erőket vonhat el a balkáni frontról. A tatárok mint a szultán hűbéresei már 1716 nyarán készülődtek arra, hogy keletről megtámadják Magyarországot, ahogy a korábbi háborúkban is tették, de 1717-ig nem kaptak semmilyen konkrét parancsot. A krími hordák zöme jobbára délen Péterváradnál és a Balkánon harcoltak a török had segédcsapataiként. Klobusiczky György, a huszti vár parancsnokának felderítői 1717. június 28-án jelentették, hogy Máramaros irányába már történtek csapatmozdulatok, melyek egyértelműen Máramaros lerohanását célozták. Augusztus 6-án észlelték a kurucok jelenlétét is a hordák kötelékében, viszont lázító felhívások már két hónappal korábban történtek a környező megyékben. 1717. június 29-én a szatmári hajdúk lőszert kaptak Husztról.
Ahmed ennél messzebb is ment: kapcsolatot létesített II. Rákóczi Ferenccel, mivel az egykori fejedelem még mindig egy új szabadságharc kirobbantására törekedett. Rákóczinak tatár, török és román segédcsapatokat, valamint két és félmillió arany költségtérítést ígért, hogy emigráns kurucokból, valamint magyarországi ellenállókból sereget szervezzen. Rákóczi Esterházy Antalt bízta meg a felkelés kirobbantásával Magyarországon. Esterházy kiáltványa a magyar lakosság zöméhez eljutott, amelyben az állt, hogy az új harc megindítására az oszmán császár parancsára a tatárok jönnek 100 ezer fős haddal, ebből 40 ezer Máramarosba, a többi Erdélybe vonul, s vele lesz a moldvai vajda serege, illetve egy kuruc lovashad is. Ennek azonban semmi visszhangja nem volt, mivel Magyarországon a kuruc ellenállás a szórványos megmozdulásoktól eltekintve ekkor már nem bírt megfelelő táptalajjal, az emberek ugyanis békére vágytak az 1526 óta szakadatlanul zajló háborúskodások után.

## A betörés előkészületei, felkészülés a védelemre Erdélyben
Bár a támadás egyáltalán nem volt váratlan, mert Károlyi kémei 1716 óta Havasalföldön, Lengyelországban és Moldvában is tájékozódtak erről. A lengyel hadsereg kémei is gyakorta tájékoztatták a magyar katonaságot. Károlyit és a többi magyar parancsnokot, illetve a bécsi legfelső vezetést mindenekelőtt a támadás kuruc jellege aggasztotta. Május 27-én, amikor a harcok még a déli fronton zajlottak javában, az erdélyi rendek a nemesi felkelésről döntöttek, ha Erdélyt török, illetőleg kuruc, román, avagy tatár támadás érné. Az udvar azonban nem bízott a rendekben. Június 23-án Rozsályon a szolgabírók már egyértelmű utasítást kaptak, hogy a közfelkelőket vegyék számba a járásokon. Két nappal korábban Károlyi Bereg vármegye területén készenlétre adott parancsot a pandúroknak, 1717. június 28-án ezt már kiterjesztették Biharra.
Károlyiék sokáig tanakodtak, vajon melyik irányból jöhet támadás: a pojánai és borsai szoros el volt torlaszolva Moldva felől, de a tatárok akár Lengyelországon keresztül is betörhettek volna a körösmezői szoroson át, ahonnan nemcsak Erdélyt, hanem Északkelet-Magyarországot és a Felvidéket fenyegethették, így lehet, hogy nem is Erdély lenne akkor a tatárok célpontja. Károlyi erői Petrova mellett helyezkedtek el, hogyha a szoroson az ellenség felbukkan, úgy idejében odavonulhassanak. (Károlyi nem közvetlenül a határ mellett akart felállítani csapatait, mert akkor a moldvaiak úgy vélhették, támadólag lépne fel). Nem volt világos pontosan, mennyi kuruc van a tatárok között, illetve az sem, hogy a moldvaiak miként akarnának részt venni az akcióban, illetve várható-e török támadás is. A kurucok vezetőit illetően csak Esterházyról voltak pontos adatok, de feltételezték Bercsényi és Csáky jelenlétét is. A tatárokkal még viszonylag könnyen el tudtak bánni, ezt Károlyi tudta, viszont ha a tatár lovasoknál képzettebb török, kuruc, vagy épp moldvai erők is lesznek nagyobb számban, úgy az ellenség esélyei megnőnének, és hatalmukba keríthetnék Erdélyt. Ezt indokolttá tette volna, hogy még többen reguláris császári csapatok legyenek jelen a térségben, akiknek tüzérségi fegyvereik is vannak. Velük szemben még a moldvai sereg is súlyos hátrányban lett volna, nemhogy a tatárok. A tatárok és a kurucok esélyeit viszont növelhette akár, hogy Károlyi erői között ellentétek uralkodtak, ugyanis undorkodások jellemezték a parasztokat és nemeseket, illetve egymás között is felparázslottak a nézeteltérések.
Károlyiék fontolgattak egy Moldvába való esetleges betörést is megelőző csapás gyanánt, mert az ellenség zöme továbbra is Nándorfehérvár környékén járt. Szórványos összecsapások azért voltak a határon, állítólag Forgách Simon megpróbált betörni Erdélybe. Egy császári katonai expedíció szintén indult Moldvába, amelyet a Racoviță Mihály vajda vezette tatár–moldvai sereg megsemmisített Jászvásárnál. Elfogták az osztrák parancsnokot, Ferentz generálist is, akit a város közelében lefejeztek (neki állít emléket a ma is ott álló Ferentzkreuz elnevezésű kereszt).
Nehezen tudták megoldani az erdélyi sereg ellátását ekkoriban, mivel az embereknek külön kellett fizetniük a császári csapatok porcióját is.
Augusztus 12-én álhírek röppentek fel, hogy a tatárok irányt változtatva betörtek Karánsebes, vagy Hátszeg vidékére, ezért mozgósításra adtak parancsot. Többen panasszal éltek amiatt, hogy a császári hadsereg nem tesz megfelelő előkészületeket az ország védelme érdekében, mert az aradi parancsnok figyelmét is több ízben felhívták a tatárokra, de nem tett semmit. Az igazsághoz hozzátartozik, hogy a nem olyan jól szervezett megyei és paraszterők nem bírtak megfelelő hírszerzéssel, így 12-én sem tudták pontosan a tatárok valóban Erdélyben járnak-e már. Ezzel szemben a császáriak tapasztaltabb katonák lévén tudták, hogy minden hírnek nem lehet hitelt adni. A felsőbb vezetés mindenesetre félt egy esetleges nagyobb kuruc akciótól és annak nyomán egy Erdélyben keletkező felkeléstől. Augusztus 20-án a hordák előőrse (5000 lovas) Chochimnál készenlétbe állt, és élelmezésükre egy nagy csorda szarvasmarhát hajtottak oda Belső-Moldvából. Az invázió már valószínűleg megkezdődött ezen a napon, de csak 22-én tudtak már pontosan a tatárok jelenlétéről Erdélyben, és akkor sem tudták, melyik szoroson jött át az előhad. Miután azonban Chocim felől jöhetett a támadás, a védelem megbizonyosodhatott arról, hogy a fősereg nem a körösmezői szoroson fog átkelni.

## A tatár pusztítás kezdete
A tatár sereg tekintélyes létszámú volt, de mégsem annyi, mint amennyiről Esterházy beszélt: az erdélyi hadjárat nem 100, hanem csak 20 ezer lovas vett részt, s a teljes had így sem kelt át Erdélybe, kisebb részük visszatért a Krímbe. A hordák pusztításai főleg Székelyföldet érintették, de egyes csapataik a Szamos mentén felhatolva az alföldi részekig is eljutottak.
Első lépésként Borgó és Radna vidékével foglalatoskodtak és nem száguldottak olyan gyorsan végig, mint azt várták. A császári katonaság szintén megtette a megfelelő ellenlépéseket és a vármegyei katonák is kellően megerősítették a fontos pontokat. Augusztus 24-én az Emberfőnél átkelt tatárok a Doboka vármegyei Szék községet teljesen elpusztították, 700 fős lakosságából alig 100-an élték túl a tömegmészárlást (a Szent Bertalan napján történt tragédiára azóta minden évben megemlékeznek). Augusztus 25-én Máramarosban pusztítottak, itt már Magyarország területét érintették. Ezen a helyen Aranyosmeggyes és Szinérváralja szenvedett tőlük. 26-án a bányavárosok tapasztalták meg barbárságukat. Jó pár város megpróbálta váltságdíjjal, vagy meghódolással kieszközölni a pusztítás elkerülését a nagy tatár kán „birtokába ajánlva fel Erdélyt”. A tatárok azonban nem akartak egy területet sem elfoglalni, az erős várakkal és városokkal nem próbálkoztak, csak pár napra blokád alá vették őket, pusztították a környéket, zavart keltettek. Nyilvánvaló volt, hogy sem a felkelőkkel, még kevésbé a reguláris csapatokkal nem akartak csatát kockáztatni, hanem minél többet rabolni, és gyorsan hazatérni a Krímbe. Ez viszont ellentétben állt annak a maroknyi kurucnak a céljával, akik tartós megszállást akartak, ehhez pedig a tatárokra szükségük volt, hiszen számbelileg nem lettek volna képesek erre, ha nem áll melléjük azonnal az országrész lakossága.
Augusztusban a Szatmárnál kétfelé rajzó tatárok 8 települést tettek a földdel egyenlővé, még ennél is több malom és tanya pusztult el. Sokan meghaltak, 35 szatmárit elhurcoltak. Augusztus 27–29. között szinte teljesen elpusztították a szamosközi járást és a Krasznaköz több faluját. Olyan gyorsan mozogtak, hogy sikerült eljutniuk Nagyszekeresig.

### Az erdélyiek ellentámadása
A vármegyék hajdúi és pandúrjai igyekeztek egyesíteni erőiket, és csapataik külön-külön szétvertek egyes tatár csoportokat. Károlyi Sándor szatmári főparancsnok sokáig nem kapott engedélyt, hogy a megyékből küldött fegyveres csapatokat összevonja. A császári hadvezetés még mindig gyanakodva szemlélte az eseményeket attól tartva, hogy saját kárára fog válni a megyei csapatok egyesülése, mert akkor azok nem a tatárokkal állnak ki harcolni, hanem fellázadnak, és elfoglalják Erdélyt. Tudván Rákóczi készülődéséről, reális volt az esélye annak a kockázatnak, hogy a fejedelem Erdély elfoglalásával bázishoz jut, és újra kirobbanthatja a kuruc szabadságharcot.
A törökök lépését a kurucok támogatására vonatkozólag mégsem kellett nagyra tartaniuk, mindinkább az oszmán hatalom akarta aduként használni a kuruc emigrációt és az új szabadságharc lehetőségét. Ahmed kísérlete a császári erők megosztására többé-kevésbé mégis elérte célját a tatárjárással, mert Savoyai Jenő főparancsnok több magyar, osztrák, horvát és szerb lovas- illetve gyalogosezredet Erdélybe küldött. Savoyai lépése egyértelmű és megfontolt volt: ha Erdély elvész, és kitör a lázadás, a délen harcoló osztrák fősereg két tűz közé szorulhat, elvérzik, és döntő vereséget szenved, ami végzetes lesz a Habsburg Birodalomra nézve.
Míg az erők felvonulása tartott, Erdélyben kisebb csatározások történtek a helyi erők, a császáriak és a tatárok között. Károlyi ugyan megtapasztalta, hogy a tatárok főereje nem érte el Erdélyt, de ez még mindig nem jelentette a veszély elmúltát, hogy a kurucoknak sikerült lázadást kirobbantaniuk (elsődlegesen ezt akarta Károlyi elkerülni). Közben a nagykárolyi katonák, ahogy tehették, rajtaütöttek a tatárokon, bár felsőbb parancsot nem kaptak erre.
A moldvaiak és mellettük harcoló tatárok Mihai Racoviță fejedelem utasítására megpróbálkoztak Beszterce elfoglalásával is, de a várost és a várat védő erős császári helyőrséggel nem boldogultak, így erejükből csak Beszterce környékének kirablására és felégetésére futotta. A besztercei kudarc után a moldvaiak nyomban vissza is vonultak, és később már nem játszottak szerepet a hadjáratban.
A Szatmár vármegyéből 4-5 ezer fogollyal visszafelé tartó tatár sereg a munkácsi szoroson át akarta elhagyni az országot. Károlyi utasította az ungi és zempléni erőket, hogy előzzék meg a tatárokat, a csapatok más részével pedig a besztercei szorost igyekezett elállni.

### A kurucok kísérlete felkelés kirobbantására
A pusztítások miatt a tatárokkal jött kurucok nem voltak népszerűek a román, magyar és székely lakosság körében, még kevésbé a szászok és a németek között. A lakosságot a császári hadsereg porciózására kirótt terhek is éppúgy sújtották, ami miatt zavargásokra került sor. Ennek ellenére a tatár betörés rosszabb volt a császári katonaság sanyargatásával szemben, következésképp a román, magyar és német, sőt a ruszin lakosság is a tatárok ellen fordult a császáriak és a kurucok várakozásával ellentétben. Esterházy kuruc lovasai a Szamos völgyében próbálkoztak Rákóczi nevével embereket toborozni, de azok meg sem hallgatták a felhívást. Egyesek mégis csatlakoztak abban a hamis reményben, hogy Rákóczi visszatér, így a szatmári hajdúk közül nem egy beállt a maroknyi kuruc közé. De a tatár pusztítás okán a kurucokkal szembeni ellenségeskedés nőttön nőtt a magyarság részéről, egyesek azt állították, hogy erre maga Esterházy utasította a tatárokat. Bár ez némiképp túlzás volt (részben Károlyi rosszindulata miatt), de mivel a kurucok nem merték meggátolni szövetségeseik barbarizmusát, ezért nem számolhattak a lakosság nagyobb rokonszenvére sem.

### A tatár hordák megsemmisülése
A tatárok eljutottak Nagybánya közelébe, végigrabolták Szatmárt és a Szamosközt, majd Ugocsa vármegyét dúlták. Ekkor azonban a megyei csapatok és a felkelt román, magyar és más etnikumú parasztcsoportok kisebb-nagyobb vereségek sorozatát mértek a hordákra, amelyek fegyverzetüknél, szervezettségüknél és képzettségüknél fogva teljesen esélytelenek voltak akár a nem reguláris vármegyei katonák, akár a parasztok ellen. Ezeket az ellenállásokat gyakran a néhai kuruc hadsereg román és magyar tisztjei szervezték. A románokat még a moldvai lovasok jelenléte sem tudta átállásra bírni. Főbb vezetők között voltak Bagossy László egykori kuruc ezredes és Sztojka Zsigmond, valamint a borsai pópa, egykor kuruc katona Sándor Lupu. Nándorfehérvár Habsburg kézre kerülését követően szinte minden kuruc otthagyta a tatárokat és a tatár sereg sem tehetett mást, mint visszafordult. Ekkor kezdték el a felkelők és a megyei csapatok legádázabb dühvel üldözni a hordákat, az elfogott tatárokat a pusztításokért való bosszútól fűtve irgalom nélkül megölték.
Ekkorra már a megyei csapatok is elnyerték az engedélyt az egyesülésre. Megkésve bár, de a felvonuló erők a zsákmánnyal megrakodva kivonuló tatár fősereget Máramarosban érték utol. Szeptember 1-jén a huszti katonaság Visknél Sztojka vezetésével meglepte őket. Bagossy 2-án ütött rajtuk, és 3000 magyar foglyot sikerült kiszabadítania. Még néhány falut felégettek a tatárok, de Barcánfalva közelében egy újabb vereséget szenvedtek Bagossyéktól. Az eredmény újabb 1500 rab kiszabadítása lett. Eközben a parasztság sem tétlenkedett, miután a tatár utóvédeket sikerült megsemmisíteni a vármegyeieknek. Még híre-hamva nem volt Savoyai katonáinak – ugyanis ők még mindig a Felső-Tisza vidékén meneteltek –, amikor a kapnikbányaiak semmisítettek meg egy visszavonuló hordát. A visszavonuló tatároknál még legalább 7, más forrás szerint 8-10 ezer fogoly volt, de visszavonulásuk ettől a tehertől lelassult és komoly gondjaik voltak a hágókon és szorosokon való átkeléssel, vissza Moldvába. Borsánál letáboroztak (szeptember 3.), részben már kimerülten, ugyanis 120 km-t tettek meg a határig, amely már ugyan karnyújtásra volt tőlük. Másnap viszont Sándor Lupu román–magyar parasztserege, ahol rengeteg korábbi kuruc szolgált, az elzárt szorosból kiindulva nekiesett a tatárok maradékának és a felét lemészárolták újabb rabokat szabadítva ki. A tatárjárás így nem érte el célját, a sereg zöme elpusztult Erdélyben, a kuruc és moldvai támogatók cserbenhagyták őket. Szórványban maradtak kisebb lovascsoportok, de ők már zsákmányukat is elhányva igyekezetek visszamenekülni Moldvába. Sokuk így sem jutott ki élve Erdélyből.

## A tatárjárást követő események; rendezés Erdélyben
Nagyjából 1500 fogoly tatár rabságban maradt, de az erdélyi vármegyék mindent megtettek földijeik kiszabadítására és sorozatosan érintkeztek a török piacokkal, s különböző összegeket szavazva meg a váltságdíjakra, vagy koldulóleveleket küldtek a raboknak, amellyel igazolták, jogosan kérhetnek akár a gazdagabbaktól is (ilyen kiállítására még 1728-ban, több mint egy évtizeddel a tatárjárás után is sor került!). Többeket megmentettek, mások viszont soha többé nem látták régi hazájukat.
Az összecsapások viszont kis híján folytatódtak, mert a győztesek a zsákmányon kezdtek marakodni. Még a templomokból a tatárok által elrabolt tárgyakat is némelyek magukénak akarták, ahelyett, hogy a régi tulajdonosnak visszaszolgáltatták volna. A románok előszeretettel fosztogatták a magyarokat, s az egyes rablások, erőszakoskodások, zendülések ügyén még évekkel később is emeltek vádakat az erdélyi bíróságokon. A győzelem után presztízsviták alakultak ki a nemesek között, amelyek szintén évekig tartó pereket eredményeztek. Vizsgálatok voltak a tatárjárás utáni hónapokban, hogy ki miként fogadta a behatolókat és nem tett-e lázadásra buzdító kijelentéseket. Ezeknek sok esetben volt is alapjuk, mert egy armalista, Kerekes András nyíltan Károlyi elfogását tervezte, hogy mint a majtényi fegyverletétel kieszközölőjét (így árulót) Rákóczi kezébe adja.
A vármegyék törekedtek a rablott javakat visszajuttatni jogos tulajdonosaikhoz. Igyekeztek fellépni a szökött jobbágyok ellen, akik kihasználták a tatárok által okozott zűravart és elhagyták a birtokokat. Ez a folyamat 1719-ig eltartott. A jobbágyszökésekben különösen a románok voltak érintve, akik kis kalyibákat vertek a hegyoldalakon, ezeket viszont a vármegyei katonaság rendre elpusztította. Más szökött jobbágyok, ha szántót, vetést alakítottak ki, és ha azokat megtalálták, nem arathatták le már termésüket, mindezt elkobozták tőlük. Ezzel szemben a hatóságok gondoltak a jobbágyokra is, nehogy tán fellázadjanak a terhek és büntetések elviselhetetlensége miatt. Elérték ennek folytán a legfelsőbb szerveknél, hogy a kirótt kötelezettségeket a jobbágyoknak lejjebb vigyék és a vármegyék is több hátralékot ill. beszolgáltatást elengedtek.
A tatárjárás veszélye egyelőre még így sem múlt el, mert az Habsburg–török háború csak 1718-ban zárult le. Ez év március 10-én a szatmáriak újabb mozgósítási parancsot kaptak. Április 26-án újból közfelkelésre szólítottak fel, mert híre jött, hogy Moldvában új tatár hordák bukkantak fel.
A tatár betörés néhol barbár pusztításokat okozott. Egyes helyeken, mint Ugocsa vármegyében ismét az etnikai összetétel megváltozását okozta. Nem minden ember vesztette életét a támadásokban, mások tömegével menekültek el és a tatárjárás után sem tértek vissza soha többé. A zömében magyar lakosságú területekre a pusztítás után visszatérő birtokosok újabb román jobbágytömeget telepítettek be, miután a korábbi lakosság elpusztult, vagy nem tért vissza. Az új lakók sokszor kész házakba mehettek be, minthogy a tatárok több alkalommal nem is gyújtották fel, vagy rongálták meg az épületeket, csak az ingóságokat és az állatokat vitték el.
Mindent összevetve ez a tatárdúlás már nem volt olyan hihetetlen mértékű, mint például a török kiűzése (1683–99) idején véghez vitt többszöri, hosszabb időtartamú betörések. A kárfelmérések, kártalanítások, rendezések Erdélyben még 1720-ig eltartottak.
Az utolsó tatárjárással a nagyobb támadások véget értek, de még évtizedekig történtek szórványos behatolások az Oszmán Birodalom felől, ám az 1717. évinél nagyobb akcióra többé már nem került sor. A krími kánság és részfejedelemségei 1774-ben elszakadtak az Oszmán Birodalomtól, így többé nem vettek részt már török háborúkban. 1783-ban az orosz seregek elfoglalták a terület nagy részét és a kánság megszűnt, új határok alakultak ki, így a tatároktól való félelem sok évszázados harcok után kihunyt.